# Homalocalyx inerrabundus
Homalocalyx inerrabundus är en myrtenväxtart som beskrevs av Lyndley Alan Craven. Homalocalyx inerrabundus ingår i släktet Homalocalyx och familjen myrtenväxter. Inga underarter finns listade i Catalogue of Life.